# Dacrycarpus dacrydioides
Dacrycarpus dacrydioides é uma espécie de árvore conífera endêmica da Nova Zelândia. Na língua maori é chamada de kahikatea.
A árvore cresce a uma altura de 55 metros, com um tronco superior a 1 metro de diâmetro. É dominante na floresta de planície e as zonas úmidas ao longo das ilhas do Norte e Sul. As folhas são arranjadas em espiral; em plantas jovens, elas medem de 3 a 8 mm de comprimento.